# Bergen op Zoom (stacja kolejowa)
Bergen op Zoom – stacja kolejowa w Bergen op Zoom, w prowincji Brabancja Północna, w Holandii. Została otwarta 23 grudnia 1863 roku. Znajduje się na linii kolejowej pomiędzy Roosendaal, a Vlissingen, pomiędzy przystankiem Rilland-Bath, a stacją Roosendaal.